# Tabea Kemme
Tabea Kemme (Stade, 14 de dezembro de 1991) é uma futebolista profissional alemã que atua como defensora e meia.

## Carreira
Tabea Kemme fez parte do elenco da Seleção Alemã de Futebol Feminino, campeã olímpica nas Olimpíadas de 2016.